# Manuel Diogo Neto
Manuel Diogo Neto OTE • ComA • GOL (Lisboa, 16 de Janeiro de 1924 — 15 de Dezembro de 1995) foi um oficial piloto-aviador da Força Aérea Portuguesa.

## Biografia
Atingiu o posto de general, distinguiu-se como chefe de Estado-Maior da Força Aérea e como membro da Junta de Salvação Nacional formada após a revolução de 25 de Abril de 1974.
A 12 de Outubro de 1968 foi agraciado com o grau de Comendador da Ordem Militar de Avis e a 30 de Junho de 1970 com o grau de Oficial da Ordem Militar da Torre e Espada, do Valor, Lealdade e Mérito. A 6 de julho de 2023, foi agraciado, a título póstumo, com o grau de Grande-Oficial da Ordem da Liberdade.